# Gaweinstal
Gaweinstal je městys v okrese Mistelbach v Dolních Rakousích. Žije zde přibližně 3 900 obyvatel.

## Geografie
Gaweinstal leží v pahorkovité krajině Weinviertelu v Dolních Rakousích u brněnské silnice B7 asi 25 km severně od Vidně, Plocha území obce činí 51,6 kilometrů čtverečních, z toho 9,19 % plochy je zalesněno.
Obec se skládá z katastrálních území: Atzelsdorf, Gaweinstal, Höbersbrunn, Martinsdorf, Pellendorf a Schrick.

## Historie

### Původ jména
Gaweinstal je jedním z nejstarších míst ve Weinviertelu. Snad byl založen v roce 1050, prokazatelně však byl v dokumentech uvedený jako Gunesdorf v roce 1236. Z osobního jména "Guni" se skrývá jiné místní jméno "bajuwarského" původu v Rakousku, ačkoli je užívané v bavorském území. "Guni“ mohl kolem roku 1050 založit místo jako leník babenberského markraběte a zůstal správcem nebo pověřencem pro případ ohrožení místa.
Během 14. století se objevují jména Gaunestorf a Gawnestorf, během doby se vyvinuje až v 15. století nelichotivý název Gaunersdorf (česky: šejdířská ves), které se udržuje po čtyři staletí. Během doby se pro obyvatele posměšný název stal neúnosný, proto na jaře 1914 obec požádala dolnorakouské místodržitelství, aby místo přejmenovalo na Schottenkirchen a jako alternativu předložili název Rudolfsthal. Nabídka byla zamítnuta, a proto byl pověřen výběrem jména jazykozpytec Richard Müller. Domníval se vrátit k nejstaršímu tvaru místního názvu vsi Gouwini (Gaufreund = přítel župy) a tak přišel na název Gaweinstal. Výnosem c. a k. ministerstva vnitřních záležitostí z 11. června 1917 byla změna místního názvu Gaunersdorf schválena na název Gaweinstal. Vysvětlení bývalého tvaru názvu Müllerem bylo sice stručné, ale jeho rekonstrukce na Gaweinstal byla nesprávná, což však bylo bezvýznamné. Posměšné jméno bylo odstraněno a je nahrazeno názvem novým.

### Starověk
Před výstavbou severní dálnice A5 prováděl spolkový památkový ústav v dosahu obcí Gaweinstal a Pellendorf rozsáhlé archeologické výzkumy. Přitom byla od června 2003 do prosince 2005 prozkoumána plocha 50 tisíc metrů čtverečních, objevilo se několik osídlených míst, jedno dokonce z období před 1400 lety. Bylo zjištěno, že první osídlení by mohlo být již v mladší době kamenné (neolitu), badenské kultury, asi 4000 let před n. l. a mladší době bronzové (od asi 2000 před n. l.). Pahorek ze střední doby bronzové (asi 1600 před n. l.) byl také prozkoumán. První větší osídlení mohlo být v mladší době železné a pozdní době železné v době 450 let před n. l., přičemž se jen málo nálezu našlo neporušených, které byly rozptýleny na celé prozkoumané ploše. Velká část nálezů mohla být z germánského osídlení – pravděpodobně Markomanů a Quadenů – k nimž se přidružují hlavně hloubené boudy, sloupky od vícelodních obytných domů a popisují hluboké jámy pro uskladnění zásob.

### Středověk
Za raného středověku, jako i ze 4. až po 6. století mohl spolkový památkový úřad doložit hroby další význačná osídlení. Tak byly odkryty hloubené spížní jámy, jakož i boudy či vinné sklepy s pravoúhlým půdorysem. Ve většině případů mohly být zdokumentovány rohové pece vybudované z lomového kamene. Také byly zjištěny kupolovité pece, které byly vykopány ve spraších. Problémy archeologickému výzkumu často způsobuje vysoká hladina spodní vody.

#### Závěr
Gaunersdorf byl založený kolem roku 1050, v té fázi středověku, kdy Babenberkové – bajuwarišská vyšší šlechta pocházející z dynastie – jejich panství se rozpínala přes tehdejší Ostarrîchi. Gaunersdorf sestával z počátku ze tří samostatných osad Markt, Aigen a Wieden-Gaunersdorf. Každá tato osada byla samostatně zpracovaná. Poloha na "Moravsko-Slezské cestě" (dnešní spolková silnice) sehrála důležitou životní roli při obchodu. Markt-Gaunersdorf byl v držení markraběte a měl již před rokem 1250 právo ročních trhů, týdenních trhů a jiné výsady a soudní pravomoc. Wieden-Gaunersdorf byl sídlem farního úřadu a školy.
První zmínka v dokumentech o místu pochází z roku 1236, když vévoda Fridrich II. Bojovný (1210–1246) převzal panství. V roce 1360 vévoda Rudolf IV. Habsburský (1339–1365) potvrdil měšťanům práva a svobodu, kterou měli od jeho předchůdce, mezi tím i konání dvou týdenních trhů. Také další potvrzení práv provedl také vévoda Albrecht III. Habsburský (asi 1349–1395) v roce 1369.
Když loupeživý rytíř „Gamareth Fronauer“ z císařského vojska na rozkaz císaře Fridricha III. z Orth an der Donau, pevně držel Groß-Schweinbarth a roku 1460 přepadl Gaunersdorf. Jak zdroje udávají, pořádal řeže, při kterých bylo mnoho mrtvých a Fronauer se opakovaně vracel. Dva roky nato, 1462, byla obec opět utlačována, tentokrát to byl „Podenski, loupežník ze Slavonie“, který „žádné starce a ženy nešetřil, duchovní a světské do řetězů poutal a kostel stejně jako rolníky – i občany olupoval, až Heinrich von Lichtenstein 1483 zřídil řemesla, a žádnou šanci loupežníkům neumožnil.“

### Novověk
Rokem 1522 přišla reformace, přičemž se týkala jenom Wieden-Gaunersdorfu, Aigen-Gaunersdorfu, kteří zůstali u staré víry. Učení Martina Luthera vydrželo sice dlouho, na tahu byl ale vídeňský biskup Melchior Khlesl a prosazoval protireformaci a až do roku 1604, kdy byla obec opět katolická.
Zatímco první turecké obléhání bylo záležitostí Vídně, přibližně 20 tisíc vojáků ve službě Osmanů však těžce zasahovalo. Gaunersdorf měl ale štěstí, že v lese na „Hochleiten“ bylo několik tisíc mužů císařského vojska a Turci místo pustošili. V nastalém boji bylo zajato mnoho Turků, kteří byli drženi v Gaunersdorferském vězení.
Vesnice Gaunersdorf trpěla také za třicetileté války. Již od počátku, když hrabě Jindřich Matyáš z Thurnu (1567–1640) s vojskem povstaleckých Čechů táhl na Vídeň, vojáci ves zase drancovali. Na konci války došlo však k nejhoršímu: v bitvě u Jankau
(Jankov) v Čechách, asi 60 km jihovýchodně od Prahy, došlo k poslední velké bitvě třicetileté války.
Dne 6. března 1645 švédské protestantské vojsko pod polním maršálem Lennartem Torstensonem porazilo habsburská vojska polního maršála von Hatzfeldta (1593–1658), čímž se otevřela cesta pro švédské vojsko do Vídně.
Když Torstensson táhl do Dolních Rakous, zanechával za sebou stopy z Čech až do Vídně a dal celou ves Gaunersdorf vypálit a srovnat se zemí. Místní kronikář Martin Merkh o tom napsal: "Roku 1645 je celý městys Gaunersdorf i s kostelem a okolními osadami nepřítelem vypálený a lehl popelem. Velkou ztrátu utrpěl Gaunersdorf hrubým drancováním, požáry a ztrátu stovek lidí a nakonec se celé domy i s palivovým dřívím změnily v požářiště, neštěstí způsobilo nepěknou podívanou na Gaunersdorf. Obyvatelé nebo velké množství z nich, více než polovina z nich válkou utrpěla nouzi, nebo přišla o život: z tolika stovek zámožných se stali ubožáci. (...) Bída obyvatelstva i vlasti se dá stěží popsat. Gaunersdorf musí všechnu myslitelnou bídu a potíže způsobené touto válkou snášet; mnoho lidí uprchlo, větší část se ukryla ze strachu do podzemí stájí. Lidi, kteří se dostali do rukou nepřítele, svlékli a ubohé tloukli, potom většinu k smrti umučili. Když uprchlíky nepřítel zadržel, setnul je šavlí. Velké množství lidí ukrývajících se v podzemí před nepřítelem, zahynulo udušením od zápachu a kouře. Mnoho tisíc lidí zemřelo z nouze a hladu. Tento žalostný stav trval celých pět let." Takové podzemní chlévy, jak je popisuje kronikář, byly v Gaweinstalu objeveny v roce 2007. Tím je také funkce podzemních stájí dnes již osvětlena.
Při druhém obléhání Vídně Turky v roce 1683 bylo zase pustošeno zájmové území v okolí Vídně, také Gaunersdorf byl zatížený ubytováním uprchlíků. Polský král Jan III. Sobieski (1629–1696) táhl se svým vojskem na cestě do Vídně také přes Gaunersdorf..
Během krátkého povstání 1703–1706 byla severní část Dolních Rakous vtažena také do strádání. Roku 1704 byl také Gaunersdorf ohrožený, občané své zásoby ukrývali do podzemních stájí, dobytek soustřeďovali do bezpečí ve "Wachtbergu", kde se opevnili a proti přibližujícím se Kurucům se bránili ohněm. Tento neočekávaný, zřejmě neorganizovaný odpor zahnal útočníky zpět.
 Dne 22. srpna 1704 propukl v "Gaunersdorfu" požár, který celé místo i kostel poškodil. Bída byla velká, protože oheň také zničil hospodářské budovy a v nich uskladněnou sklizeň. Ze zdrojů nevyplývá, jak k požárům došlo, zda to byla nešťastná náhoda, nebo se to týkalo Kuruců.
V první polovině 18. století byl zřízen špitál s "chirurgií" k výchově lékařů na ošetřování raněných. Roku 1753 byl Gaunersdorf za Marie Terezie ustanoven okresním úřadem pro oblast pod Manhartsbergem (až do 1764). Z "Josefínského jmenování" z roku 1787 se zjišťuje: "Městys Gaunersdorf“ leží na silnici z Vídně na Moravu, má dobrý kostel se hřbitovní zdí, faru, dva hostince, poštu, dva pevné měšťanské domy, které od ostatních mají středně odolnou konstrukci. Městys leží v údolí, kde dominují „Sulz“, „Birken“ a „Schrickerberg“. Za císaře Josefa II. a jeho "Josefínských reformních zákonů" bylo od roku 1787 také zastaveno pronásledování čarodějnic a čarodějů. Až do té doby jsou v Gaunersdorfu známy čarodějnické procesy.
Mimo Kuruců a požárů v roce 1704 neuplynulo 18. století pro obec nikterak pokojně. Nejdříve byla obec zatažena do koaliční války proti Napoleonu Bonaparte a do válečného utrpení. V dubnu 1797 c. a k. armádě obyvatelé odevzdali 25 pušek a polovina místních obyvatel byla nasazena k obranným pracím do Vídně a zaplacení 150 zlatých na válku a několik z gaunersdorferských se přihlásilo k vojenské službě. V jednom roce c. a k. vojsko oloupilo občany o všechny zásoby palivového dříví. Také zde bylo ubytováno 500 francouzských zajatců.
Dne 5. listopadu 1805 ubytovali se tu francouzští vojáci a obec musela napoleonským vojákům dodávat zásoby. Nepozornosti vojáků bylo vypáleno 11 domů v Aigen-Gaunersdorf, když si Francouzi smažili jídlo.
Jinak vydala situace v roce 1809: Po bitvě u Wagramu dne 5. a 6. července 1809 pochodovala "Velká armáda" na Gaunersdorf a drancovala obec. Podle obecní kroniky byly domy vydrancovány, mezi nimi také farář Paul Schmid, sedmdesátiletý stařec. Místo bylo z větší části zpustošené, samotný "tabernakel" (česky: baldachýn, nebesa) v kostele, jako i farní dvůr a ani škola nebyla ušetřena. Několik domů bylo vypáleno.

Dívka "vyvedená aprílovým žertem" dne 1. dubna 1822 spolu se svým jedenáctiletým bratrem způsobili požár ve svém vlastním domě, který se pro prudkou větrnou bouři rozšířil na celou obec. Markt, Aigen a Wieden-Gaunersdorf byl během tří hodin uchvácen plameny a jen málokterý dům, jako i kostel nebyl ušetřen. Požár byl tak silný, že ohrožoval i sousední obce Bad Pirawarth a Kollnbrunn. Po dvou katastrofálních požárech 1645 a 1704 byl již třetí jizvou, která obec téměř úplně požáry zničila. Rok nato 1823 jedenáctiletý "pyroman" opět založil oheň, byl však při tom přistižen a přiznal se také k požáru z roku 1822. Byl odsouzen k neznámému trestu, převezen do vídeňského vězení, kde v roce 1830 při povodni ve Vídni utonul ve své cele.
Na počátku revoluce z let 1848/49 v rakouském císařství byly zakládány „Národní gardy“. Také v „Gaunersdorfu“ byla založena. K tomu kronikář píše: "hodně času při neúčelném cvičení promarnila". Při tažení z Prahy do Vídně obsadil také Gaunersdorf polní maršál kníže Alfred Windischgrätz (1787–1862). Obyvatelstvo si pospíšilo a věrnost císaři obec přislíbila. Windischgrätz nařídil obci další práce a určil věnovat vyšší pozornost revolučnímu hlavnímu městu.
Také německé války měly vliv na Gaunersdorf, jak byla obec opět nucena ubytováním a dodávkami pomáhat. Po bitvě u Hradce Králové dne 3. července 1866 táhla velká část rakouského vojska obcí. Dále následovala zase Pruská armáda. Újma pro obec by mohla být ještě větší, protože dělostřelectvo odstřelovalo pouze vepřín, který vyletěl do povětří.
 Výrazně hůře bylo obyvatelstvo postiženo roku 1866 při zabírání dobytka, krmiva a vína pruskou armádou a navíc neúrodou v témže roce.
V období mezi mírovou smlouvou mezi německou válkou 1866 a první světovou válkou 1914–1918 obec prospívala. Tak na návrh starosty Ignaze Withalma v obecní radě sloučit osady Markt, Aigen a Wieden-Gaunersdorf v jednu obec a většinou jednoho hlasu bylo usneseno s účinností od 1. ledna 1901. Tím vznikl městys „Gaunersdorf, který roku 1917 byl přejmenován na městys „Gaweinstal".
Místům první světové války byla obec velmi vzdálená, přesto musela oplakávat 54 padlých vojáků a stejně jako celé Rakousko, trpěla především mezi válkami nezaměstnaností a podvýživou. Především konec druhé světové války byl pro obec a celý region velmi tvrdý.

### Druhá světová válka
Zatímco Vídeňská operace – město a jeho okolí bránila z největší části 6. tanková divize vojsk SS – dne 6. dubna 1945 překročila Rudá armáda řeku Moravu a šla směrem na západ. Sovětským prvotním cílem byl Zistersdorf, Prottes, Matzen-Raggendorf a Neusiedl an der Zaya; kde se ještě nacházela poslední ještě fungující naftová pole třetí říše. Mimoto tlačil čas Josefa Stalina, vrchního velitele Rudé armády, poněvadž se vojska Spojených států tlačila od západu na Československo a aby Sovětský svaz získal oblast svého vlivu.
Postavení Rudé armády podél řeky Moravy, jak části zbraní – SS když i Wehrmacht byla naproti, totiž 37. SS – jezdecká divize dobrovolníků, 96. divize pěchoty „Wehrmachtu“, 101. stíhací divize Wehrmachtu, 211. divize domobrany granátníků a 357. divize pěchoty; v dalším sledu vedoucí divize granátníků, 25. tanková divize (Wehrmachtu), jakož i SS – brigády bojových skupin "Trabant 1 a Trabant 2"; přičemž těmto jednotkám v důsledku vyšších ztrát a závad zbyl ještě nějaký zlomek jejich povinností.
Zrovna 10. dubna padl Gänserndorf a „Strasshof“ nad nádražím do rukou Sovětů a zatlačili německé vojsko na Prottes, Groß-Schweinbarth a Hohenruppersdorf. Dne 11. dubna byli Rusové podporováni leteckými gardisty a tanky před Gaweinstalem a blokují říšskou silnici Vídeň – Brno. Příštího dne byl u Gaweinstalu proveden protiútok bojovým seskupením „Witte“ s částmi tankového pluku 146. a tankoborníky útvaru 87. (25. tankové divize), Rudoarmějci prolomeno místo a uzavřeno i s děly a zatlačeno na Martinsdorf a Hohenruppersdorf. V protitahu Sověti dobyli o půlnoci stejného dne Wolkersdorf, když tam bylo ze strany Němců všechno opuštěno a v průniku na Mistelbach zabráněno. Tak byla místa Hohenruppersdorf, Schrick a Obersulz těžce dobyta. Poněvadž Schrick leží v údolí a pro obranu je nevýhodný, opevnila se 25. tanková divize na Schricker Bergu mezi Schrickem a Gaweinstalem a také přes císařskou silnici.
Gaweinstal byl 101. stíhacím oddílem pod velením generálporučíka Walter Assmanna ubráněn, Neubau (Gemeinde Ladendorf) mělo celou linii Wolfpassing – Bogenneusiedl – Gaweinstal – Pellendorf – Atzelsdorf – a Höbersbrunn ležení u Schrickerského kopce 25. tankovou divizi neuzavřeli. Dne 13. dubna se blížily od Bad Pirawarth těžké mohutné síly Rudé armády na Gaweinstal, kde 14. dubna došlo k protiútoku. Mezi 11:00 a 12:00 hodinou se podařilo ruským vojákům od východu sem přes železniční trať, a Gaweinstal po krátkém boji byl dobyt. Kronikář bojové roty situaci zde zachytil: "V průběhu dopoledne jde nalevo od nás všechno. Odvoláváme se v poslední chvíli, Rusové jsou ve vesnici. Mnoho štěstí." Brání se přes Kellergasse (dnešní Scheicherstraße) do Bogenneusiedl, jakož i „Pellendorf“ a „Atzelsdorf“. Velící důstojník Heinz od 85. pluku podává zprávu: "Dne 14. dubna byla jednotka rozmístěna u Bad Pirwarth, Kollnbrunn a Gaweinstalu. Odtamtud jsme museli na vyšší západní Gaweinstal a odtud se stáhnout do Atzelsdorfu. Ve vzduchu byl stále ruský pilot, který nás ostřeloval. Při přerušování pohybu z Gaweinstalu bylo výhodné jít vlevo i vpravo po štěrkové vozovce ve skrytu pod stromy. Na nádraží Höbersbrunn-Atzelsdorf opatrně jsme se před Rusem ukryli. Na nádraží jsme se nezdržovali a šli mimo železniční těleso. Podle hodin jsem usuzoval, kde musíme být. Na to jsem řekl: "Nepřijde dnes již více, zato přijde teď Rus".
Případ Gaweinstalu měl pro 25. tankovou divizi, která ještě stále držela „Schricker Berg“, nepříjemné pokračování, neboť měla otevřený svůj pravý bok. 101. stíhací divize dostala příkaz k protiútoku, který se vedl 16. dubna s podporou tanků od Atzelsdorfu. Přitom bylo několik domů zničeno. Velitel roty (nadporučík) Steubing zapsal do jeho deníku: "Nahoře na výšině, mezi velkými stromy, byl vinný sklep", Steubing je zamyšlen tu na Scheicherstraße do Bogenneusiedlu, kde se dnes nalézá sportovní hřiště. Steubing dále: "Po příjezdu tanku vyšly všechny ženy ze sklepů a říkaly, že je Rusové budou znásilňovat." Podobné zprávy jsou také z Pürstendorfu, Niederleisu, Helfensu, Schrick,u Niederkreuzstettenu, Poysdorfu, Kleinhadersdorfu, Hörersdorf …Prakticky z celého okolí.
Podle očitých svědků při opětovném dobytí Gaweinstalu dne 16. dubna 1945 mnoho sovětských vojáků padlo. Steubingova jednotka mohla proniknout, nikoliv však do celé obce a severozápadní části Gaweinstalu, ne však na delší dobu, když se obrana „Schricker Bergu“ zakrátko zhroutila. Dne 17. dubna byl také vyklizené obce Pellendorf, Atzelsdorfund Höbersbrunn. Odpoután od nepřítele z Höbersbrunnu mohl velitel Heinz pozorovat Rusy, jak šel z Gaweinstalu přímo do Höbersbrunnu: "Dne 17. dubna se přibližují také již první Sověti. Z Gaweinstalu přicházející Rusové, odbočili u nádraží napravo a šli do Höbersbrunnu. Před osadou odbočili vlevo, zdolali malé převýšení (v Greuten) a táhli potom 200 až 300 metrů před námi přes kotlinu severozápadním směrem, kde dosáhli železniční trať. Silný „Ivan“ vedl zhruba 1100 mužů (…) a oni vezli mimo pěchotních zbraní značné množství střeliva. V pozdějším odpoledni objevil další lidové milice – požívali zřejmě také hojně víno, pak se motali, jak byli totálně opilí. Přinášeli kulomety a děla do postavení, která na nás namířili. Ještě jsme seděli v úkrytu a tísnili se k sobě, pokud oni uspořádávali zbraně a usazovali je. Přece velitel zakázal, abychom vyšli ven, když pozice ještě držíme. Nyní jsme museli v ohni kulek bez krytí se vším nářadím nahoru. Dým z prachu detonace granátu mi dělal potíže, že jsme skoro nemohl dýchat. Jeden z nás dostal trhavou střelu do paže a druhý pro zásah šíje musel být odnesen.

Těmito událostmi došlo na frontě ke zvratu, byl dobyt Gaweinstal a okolní místa, den nato 18. dubna okresní město Mistelbach a 20. dubna Poysdorf. Tím byl skoro celý region obsazen Rudou armádou. Teprve po bezpodmínečné kapitulaci německé branné moci 7. května 1945 uvolnilo se odvetné opatření Rudé armády.

### Poválečná historie
Poválečná doba byla pro Gaweinstal hospodářským rozmachem, především ovlivněná čilým stavebním ruchem, který je v současném vzhledu krajinářsky zajímavé území (jako již uvedené „Ganslwiesn"), tak i umělecky cenné stavby, jak asi v době baroka zářily. V místě takových budov byl mezi lety 1958 a 1960 postaven obecní úřad, který v roce 2008 se přestěhoval do opravené budovy dřívější obecné školy. Rovněž v roce 1960 bylo postaveno obilní silo zemědělské skladovací společnosti pro Gaweinstal. Roku 1966 byla brněnská silnice přestavěna a napřímena, přičemž několik domů muselo být zbouráno. V roce 1969 byla postavena nová budova hlavní školy.
Velká obec Gaweinstal vznikla v roce 1972 sloučením katastrálních území Atzelsdorf, Gaweinstal, Höbersbrunn, Martinsdorf, Pellendorf a Schrick.
Od roku 1996 se čerpají prostředky a investuje se do bytové výstavby. Již v roce 1882 byl založen spolek Dobrovolných hasičů Gaweinstal a v roce 1997 dostal nový Hasičský dům. Dne 2. dubna 2006 otevřel zemský hejtman Erwin Pröll novou obecnou školu. Z jeho podnětu byla také obci předána listina, která propůjčuje užívání obecního znaku. Gaweinstalský obecní znak: na zlatém poli je položen zelený trojlist, a v něm červeno-bílo-červený štít. Ze štítu vyplynuly barvy praporu městyse, kterými je žluto-zelená. Zapůjčení znaku bylo provedeno po uznání historického významu městyse a ocenění za stálé zdokonalování obecních zařízení v posledních desetiletích.
Masivní vzestup kvality života se očekává v městysu od nové výstavby "Severní dálnice", jako náhrada za brněnskou silnici, po které v roce 2006 projelo 40 tisíc vozidel tranzitní dopravy v průměru za den, a tu nahradí nová dálnice. Provoz na dálnici A5 mezi Schrick a Eibesbrunn se napojí na Vídeňský rychlostní okruh S1 od 31. ledna 2010. Poté bude v Gaweinstal prováděna demontáž brněnské silnice, přičemž se plánují nové cyklistické stezky, zeleň, hostinské zahrádky a parkovací místa.

## Historie fary Gaweinstal
Přesné datum založení fary nebylo dosud zjištěno. Zpočátku patřilo místo po jeho založení kolem roku 1050 k obvodu mateřské fary Großrußbach, to mohlo být z počátku jen způsob starosti o místo, první vlastní kostel během doby následoval. Tento vlastní kostel byl z obvodu vyčleněn a osamostatněn. První dokumentovaná zmínka byla z 6. června 1280, když král Rudolf I. Habsburský předal Skotskému klášteru patronátní práva nad zemskou knížecí farností Gaunenstorf.
Farní kostel zasvěcený svatému Georgu byl v roce 1278 písemně zmíněn. První kostel stál pravděpodobně na témže místě, na kterém dnes stojí "Bílý kříž", skupina ukřižování, založil ji poštmistr Lettner 1718 a v témže roce kamenický mistr Oxner ji postavil.
Roku 1541 zvolený opat Skotského kláštera Wolfgang Traunsteiner navštívil v roce 1544 farní úřad a snažil se o obnovu katolické církve. Při prohlídce opat Wolfgang shledal kostel již značně chatrný. Ve stejné době nacházela se na místě dnešního farního kostela "násypka" a hřbitov, obklopený zdí, že jako útulek mohl být obhajován. Vstup k tomuto opevněnému místu byl kromě toho spojen s věží a obklopen hradebním příkopem. Násypka byla ke kostelu přestavěna, kterou nazývali "naší milované paní z hor". Starý kostel pustl stále víc, až konečně v první polovině 17. století byl zbouraný nebo 1645 díky švédskému vojsku byl zcela zničený.
Nový farní kostel byl 1645 také zničený, ale kolem 1650 byl obnovený. Stavební stav se zhoršil v následujících desetiletích natolik, že 1688 nebezpečí zřícení přestál. Stavba byla 1692 až na chór nově postavena. Roku 1702 byl dnešní chór přistavěn, přitom hřbitovní zdi se rozebrali na materiál pro přístavbu. Také věž byla nově postavena a hradební příkop zasypán. Dne 22. srpna 1704 kostel vyhořel zase až do základů a byl nakonec postavený do dnešní podoby. Jde tu přitom o stavbu vrcholného baroka, kostel halový, podélný s valenou klenbou; dvě kněžiště s rovným chórem s výstřední připojenou křížovou ostrohrannou klenbou.
Naproti farního kostela je budova vysoce barokní fary, její stavba je asi z poloviny 18. století. Dvoupodlažní budova se čtyřmi křídly. působí dojmem místností s významnými štukovými povrchy. Prelátova síň je obložená a vyzdobená barokní olejomalbou, která jako čtyři světadíly vyznačuje kardinální ctnosti: víru, lásku spravedlnost a sílu.

## Vývoj počtu obyvatel
Podle výsledku sčítání lidu 2001 bylo v obci 3.485 obyvatel, 1991 měl městys 3.024, 1981 2.781 a v roce 1971 2.736 obyvatel. Další počty obyvatel v historii: 1951 1.117, 1900 1.380, 1869 1.245 (nyní Aigen, Wieden und Markt-Gaunersdorf dohromady), v roce 1849 měl Markt-Gaunersdorf 676, Aigen-Gaunersdorf 323 a Wieden-Gaunersdorf 168 obyvatel.

## Politika
Starostou je Richard Schober, vedoucí kanceláře Gerald Schalkhammer.
V obci je v obecní radě 23 křesel podle výsledku voleb z 6. března 2005 s následujícími mandáty: (ÖVP) 13 a (SPÖ) 10.

### Obecní znak
Popis: "Ve zlatém poli zelený trojlístek, uvnitř štítek s červeno-bílo-červeným břevnem." 
Podle protokolu obecní rady a internetové stránky o tom svědčí aktuální propůjčení v roce 2006.

## Hospodářství a infrastruktura
Nezemědělských pracovních míst v roce 2001 bylo 111, zemědělsko a lesnických pracovišť v roce 1999 bylo 137. Počet výdělečně činných osob v bydlišti podle sčítání lidu 2001 bylo 1.605, což představuje 47,25 % obyvatel.

## Významní rodáci
- Ignaz Withalm (23. dubna 1851 – 16. září 1910 v Gaweinstalu) – mlynář a starosta (1897–1907), zvolen do zemského dolnorakouského sněmu (1902–1908) a do Říšské rady.
- Hermann Withalm (21. dubna 1912 – 19. srpna 2003 ve Wolkersdorfu ve Weinviertelu) – rakouský politik (ÖVP), bývalý náměstek kancléře Rakouska.
- Reinhard Führer (* 22. listopadu 1945) – německý politik (CDU), předseda Německého svazu o válečné hroby, někdejší předseda poslanecké sněmovny v Berlíně.